# Naskh (abrogazione)
Naskh (abrogazione) è una dottrina islamica (al-nasikh wa'l-mansukh) "teoria dell'abrogante e dell'abrogato", utilizzata nell'esegesi coranica per armonizzare i passi contraddittori del Corano. Essa sostiene che i versetti che Allah avrebbe rivelato a Maometto in un secondo tempo avrebbero sostituito quelli rivelati in un primo tempo. La dottrina si appoggia in particolare su alcuni versi coranici:
« Non abroghiamo un versetto, né te lo facciamo dimenticare, senza dartene uno migliore o uguale. Non lo sai che Allah è Onnipotente? » (Corano 2,106)
« Quando sostituiamo un versetto con un altro - e Allah ben conosce quello che fa scendere - dicono: “Non sei che un impostore”. La maggior parte di loro nulla conosce.» (Corano 16,101)
L'esegesi tradizionale islamica generalmente ritiene che i versetti composti nel periodo meccano siano stati abrogati da quelli successivi  medinesi. C'è da osservare che nel primo periodo meccano  i seguaci di Maometto erano pochi e deboli, mentre nel periodo medinese erano militarmente potenti. I versi meccani predicano generalmente la tolleranza e la pazienza, mentre quelli medinesi regolamentano la guerra contro coloro che non credono in Allah e non vietano ciò che Allah e il Suo Messaggero hanno vietato (Sura 9,29).  Talvolta i passi dove i musulmani vengono incitati a combattere contro gli infedeli si riferiscono a battaglie specifiche, mentre in altri casi hanno carattere generale.